# DM015K
DM015K（ディーエムゼロイチゴケー）は、京セラによって開発された、ディズニー・モバイル(Disney Mobile on SoftBank)の第3.9世代移動通信システム端末である。

## 概要
Disney Mobile on SoftBankでの音声端末としては最初で最後となった、シャープ製以外の携帯端末で、京セラ製となる。ベースとなった機種はDIGNO R 202Kである。ただし、京セラのスマートフォンブランドであるDIGNOシリーズには含まれない。
今回はディズニーの中でも人気の高いキャラクターをテーマとしており、本体の裏面には色によって異なるディズニーのキャラクターが刻印されている。刻印されているキャラクターはそれぞれClassic Whiteがミッキー・マウス、Sweet Pinkがミニー・マウス、Honey Yellowがくまのプーさんとなっている。
基本的な性能は202Kとほぼ同等だが、こちらは202Kと比べて1g重くなっている。

## その他機能
| 主な対応サービス       | 主な対応サービス | 主な対応サービス             | 主な対応サービス      |
| ---------------------- | ---------------- | ---------------------------- | --------------------- |
| タッチパネル           | HD液晶 4.3インチ | フルブラウザ                 | Disney Mobile 4G      |
| バッテリー容量 1800mAh | テザリング       | WiFi                         | GPS                   |
| 810万画素カメラ        | ワンセグ         | デジタルオーディオプレーヤー | おサイフケータイ／NFC |
| Bluetooth              | 赤外線通信       | 緊急速報メール               | 防水／防塵            |

## 歴史
- 2013年5月7日 - ソフトバンクモバイル、およびディズニー・モバイルより発表。
- 2013年8月2日 - 発売開始。